# 태평천하 (1969년 드라마)
《태평천하》는 1969년 11월 3일부터 1969년 11월 15일까지 방영된 MBC 연속 TV소설로, 채만식이 지은 동명의 소설을 원작으로 한다.

## 등장 인물
- 김순철
- 윤여정
- 안인숙
- 박근형
- 김상순